# Мечеть ибн Юсуфа
Мечеть ибн Юсуфа — историческая мечеть в медине Марракеша (Марокко), названная в честь альморавидского эмира Али ибн Юсуфа. Она считается одной из самых старых и важных мечетей в городе.

## История
Первая мечеть в Марракеше была возведена альморавидским эмиром Юсуфом ибн Ташфином в 1070-х годах, которая должна была служить главной мечетью недавно основанного города. Она была одним из первых кирпичных зданий в городе, и ибн Ташфин, по преданию, лично занимался смешиванием раствора и укладкой кирпичей. Его сын и преемник Али ибн Юсуф построил грандиозную новую центральную мечеть, названную Масджид ас-Сикайя («мечеть фонтана») из-за большого фонтана с мраморным бассейном во внутреннем дворе. Она стоила почти 60 000 золотых динаров и был завершена где-то между 1121 и 1132 годами. Это была самая большая мечеть, построенная в империи Альморавидов, с прямоугольным основанием, занимающим площадь в 120 на 80 метров, и минаретом высотой около 30 метров. Вокруг неё была организована планировка растущего города, и вместе с соседними базарами она стала центром городской жизни раннего Марракеша. Расположенный неподалёку Кубба аль-Баадийин, один из монументальных павильонов для омовения, был соединён с ней.
Когда Альмохады победили Альморавидов и захватили Марракеш в апреле 1147 года, альмохадский халиф Абд аль-Мумин счёл, что первоначальная мечеть была воздвигнута с ошибкой в ориентации (её михраб был направлен примерно на шесть градусов южнее Мекки), и её быстро разрушили. Альмохады возвели на её месте новую переориентированную центральную мечеть. Однако Альмохадам не удалось предать забвению название прежней мечети, и она осталась известной как «мечеть Али ибн Юсуфа».
Мечеть ибн Юсуфа была отремонтирована около 1563 года по приказу саадитского шарифа Абдаллаха I аль-Галиба. Примерно в это же время начала меняться планировка города: новые жилые районы и базары располагались дальше на запад, рядом с мечетью Аль-Кутубия и новой мечетью Аль-Муассин. Таким образом район старой мечети ибн Юсефа перестал занимать центральное место в жизни города. На расчищенном пространстве Саадиты возвели большое медресе Бен Юсуфа в 1563—1564 годах, прямо к востоку от мечети, тем самым дав ей новую жизнь как мечети богословов.
Приходящая в течение XVII и XVIII веков в упадок мечеть была почти полностью перестроена в начале XIX века алауитским султаном Сулейманом, и от её первоначального альморавидского или альмохадского облика почти не осталось и следа.
Ныне она продолжает служить одной из самых важных мечетей в Марракеше. По традиции, кади (религиозный судья) мечети ибн Юсуфа обладает юрисдикцией над всем Марракешем и даже над отдалёнными районами. Мечеть не доступна для посещения немусульманами.